# Lázeňský dub (Sedmihorky)
Lázeňský dub, označovaný též jako Dub letní v Sedmihorkách či Dub v autokempu Sedmihorky, je památný strom poblíž bývalých lázní Sedmihorky, které se nacházejí zhruba 4 km jihovýchodně od Turnova a tvoří jednu z místních částí obce Karlovice v okrese Semily. Dub letní (Quercus robur) roste na okraji lesa při severozápadní straně autokempu Sedmihorky, zhruba 250 metrů západně od rybníka Bažantník. Terén v okolí stromu představuje nevýrazný plochý hřbet, vvbíhající z podnoží Hruboskalských skal k severovýchodu do úvalu říčky Libuňky. Dub roste v nadmořské výšce 264 metrů prakticky na temeni této vyvýšeniny. Ze severozápadní strany je památný strom lemován lesem, zatímco směrem k jihovýchodu se prostírá otevřené louka, jež se zvolna svažuje do údolní nivy (relativní převýšení stromu vůči rybníku činí zhruba 10 metrů).
Dub požívá ochrany od roku 1990 s poukazem na jeho vzrůst, kterým se řadí mezi nejmohutnější stromy na území CHKO Český ráj. Měřený obvod kmene v době vyhlášení dosahoval 550 centimetrů; výška stromu činila 24 metry. Věk se v době vyhlášení odhadoval na 250 až 300 roků, což přepočteno na současnost dává aktuální odhad 285 až 335 let.
Okolo stromu prochází Dětská lesní naučná stezka Sedmihorky. V blízkosti se prostírají přírodní rezervace Hruboskalsko a Bažantník.

## Fotogalerie

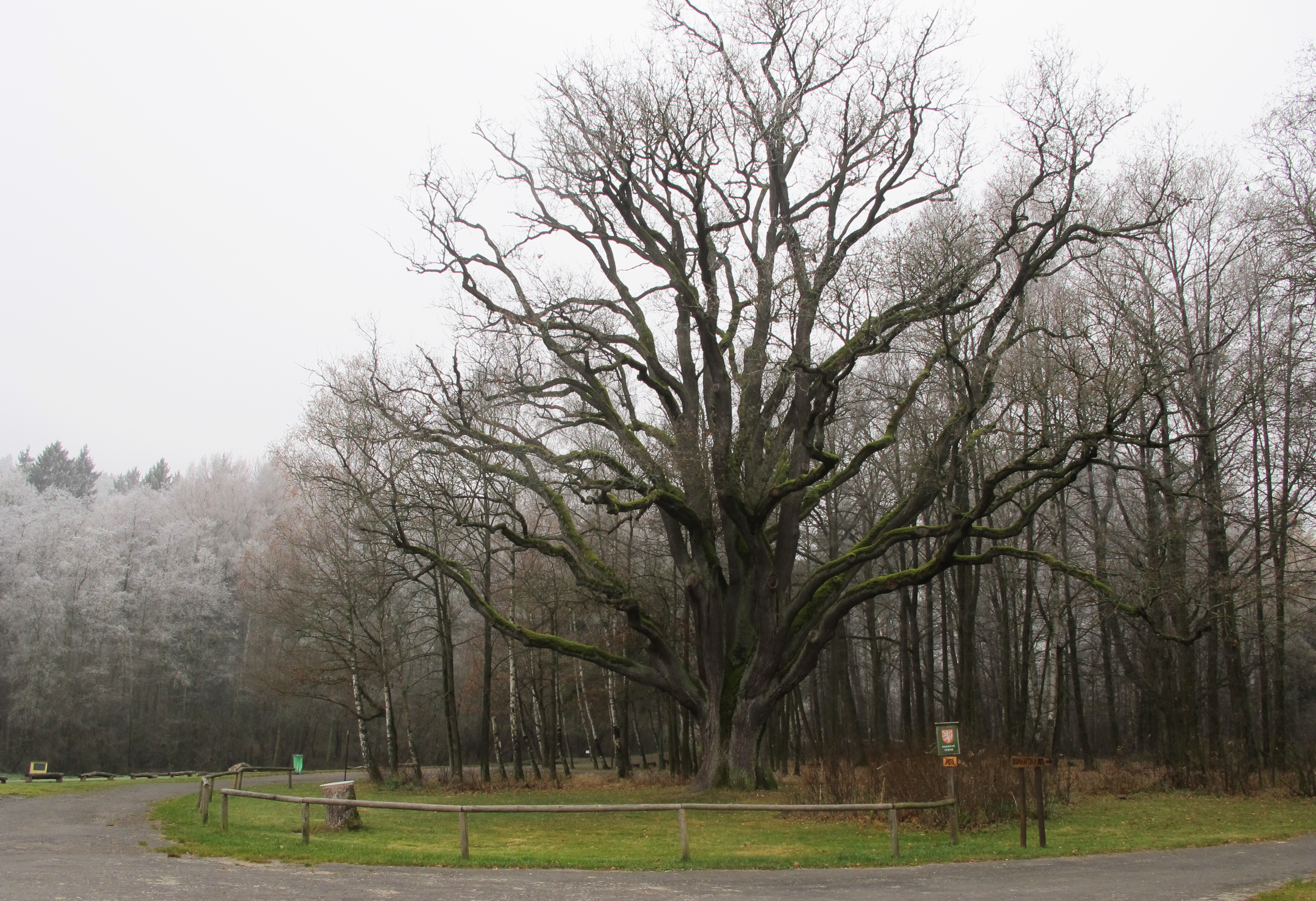
Celkový pohled
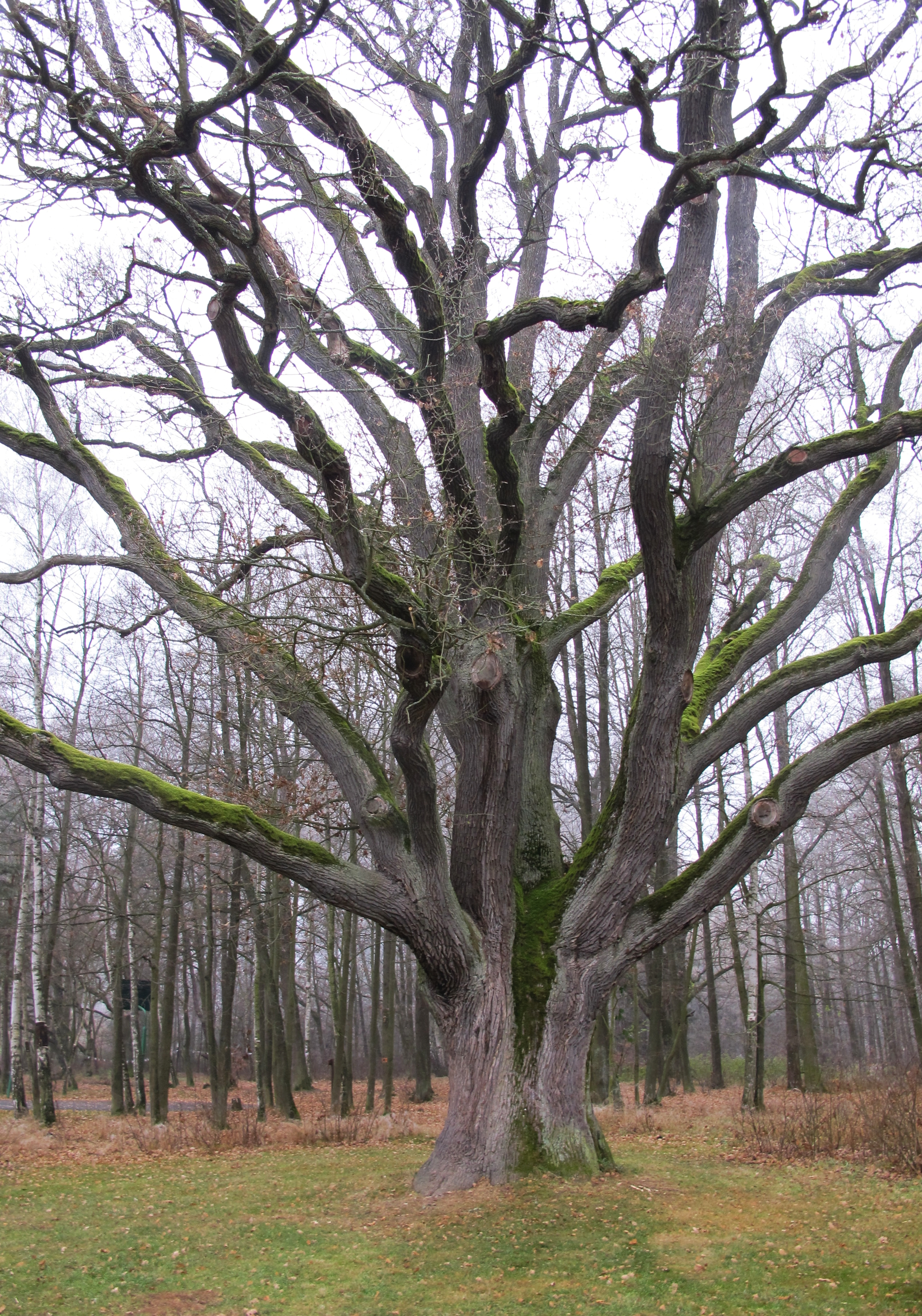
Dub zblízka
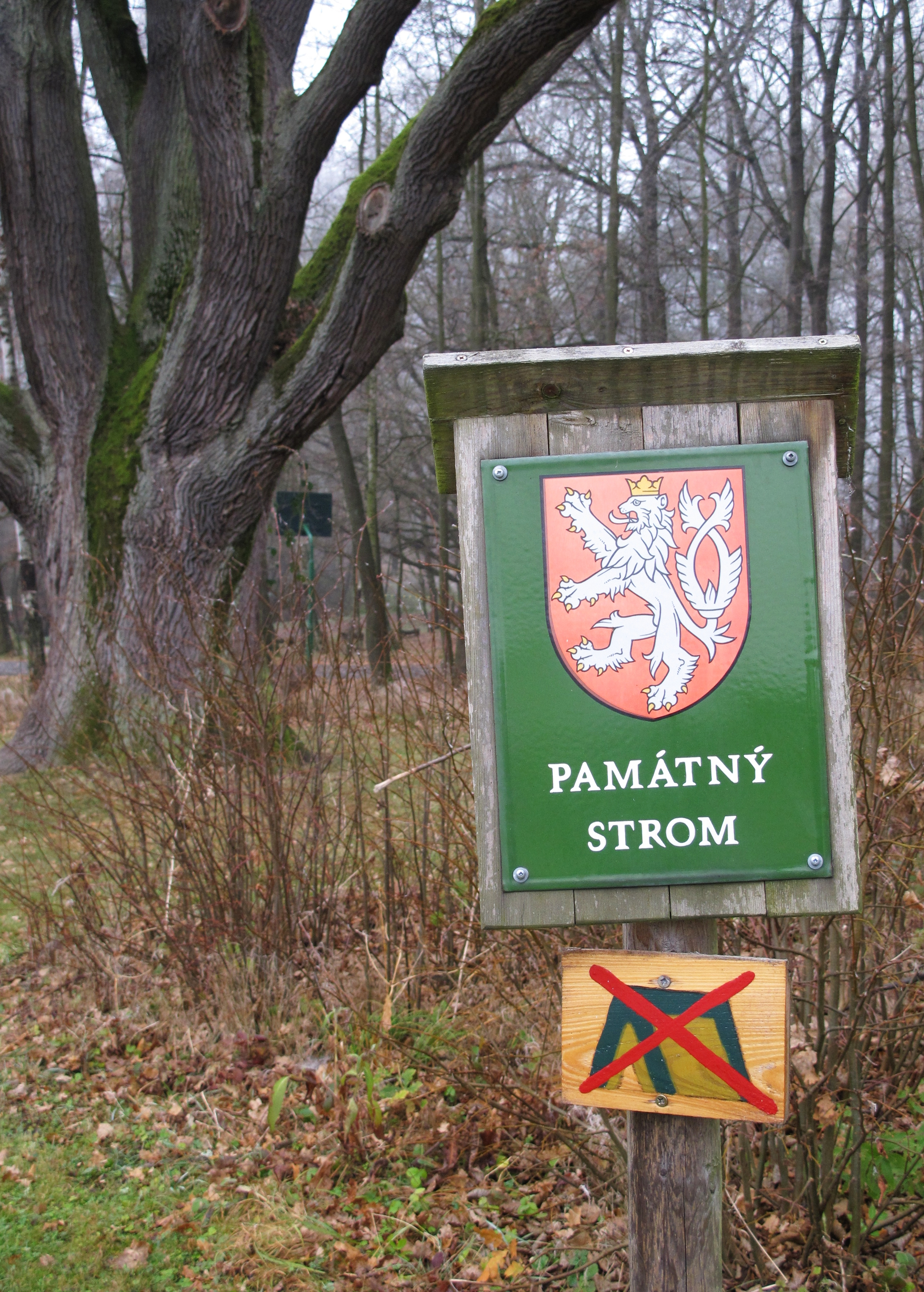
Detail označníku

## Památné a významné stromy vokolí
- Alej Sedmihorky (0,75 km v.)
- Arboretum Bukovina (1,0 km j.)
- Buky na Mariánském hřbitově (3,6 km ssz.)
- Dub u arboreta Bukovina (1,0 km j.)
- Dub u Mikulášského kostela (3,9 km ssz.)
- Duby na Mariánském hřbitově (3,6 km ssz.)
- Hrušeň na Hruštici (3,6 km s.)
- Lípa u svatého Antonína (3,3 km sz.)
- Lípa v Mašově (3,1 km sz.)
- Lipová alej Turnov - Sedmihorky (0,8 - 1,8 km vsv./ssz.)
- Maškova zahrada (3,7 km sz.)
- Přáslavické duby (1,7 km v.)
- Přáslavický jírovec (1,7 km v.)
- Roudenská lípa (3,0 km v.)
- Skupina stromů na Vyskři (3,7 km jz.)